# Центральна Азія плюс Японія
Центральна Азія плюс Японія — політична ініціатива Японії та країн Центральної Азії: Казахстану, Киргизстану, Таджикистану і  Узбекистану, виражена у вигляді діалогу з метою розвитку відносин Японії та країн Центральної Азії та виведення їх на новий рівень, а також у вигляді форуму для розвитку міжрегіональної кооперації (згідно з заявою Міністерства закордонних справ Японії.

## Члени
- Казахстан
- Узбекистан
- Киргизстан
- Таджикистан
- Туркменістан
- Японія

## Історія створення та розвитку
28 серпня 2004 ріка в Астані було оголошено про початок діалогу між урядами країн Центральної Азії та Японією. Спільна заява включала погляди з приводу фундаментальних принципів і цінностей, розвитку відносин регіону з Японією, внутрішньорегіональною кооперацією в Центральній Азії та співпрацею на міжнародній арені. Було висунуто чотири цілі:
- Зміцнення миру, стабільності та демократії в Центральній Азії
- Посилення економічної могутності регіону, проведення реформ та соціальний розвиток регіону
- Посилення внутрішньорегіональної кооперації між країнами Центральної Азії
- Розвиток відносин між Центральною Азією з Японією та світовою спільнотою
- Подальша кооперація Японії з країнами Центральної Азії

Як було зазначено у Ташкентському виступі Кавагуті, Діалог став «новим виміром», а точніше, «опцією» багатостороннього співробітництва між Японією та Центральною Азією. Як базові принципи діалогового механізму було визначено: (1) поважаючи різноманіття; (2) конкуренція та координація; (3) відкрите співробітництво.
Через рік учасники формату затвердили п'ять основних стовпів Діалогу, а саме: (1) політичний діалог; (2) міжрегіональне співробітництво; (3) просування бізнесу; (4) інтелектуальний діалог і (5) гуманітарні обміни. 
Крім того, сторони визначили 10 сфер, які тоді становили найбільший інтерес для просування внутрішньорегіональної інтеграції, включаючи: (1) протидію тероризму; (2) боротьба з наркотрафіком; (3) розмінування; (4) викорінення бідності; (5) охорона здоров'я; (6) охорона навколишнього середовища; (7) водні питання; (8) енергетика; (9) торгівля та інвестиції; (10) транспорт. 
Аналіз діяльності Діалогу показує, що учасники ДЦАЯ продовжують дотримуватись заданих рамок. Починаючи з 2004 року, по лінії Діалогу було проведено понад 40 зустрічей та заходів, у тому числі 7 на рівні міністрів, 13 на рівні старших посадових осіб (Замміністра закордонних справ чи директор політичного департаменту МЗС) та 11 на рівні експертів. У математичному вимірі діяльність Діалогу дорівнює 2,7 заходам на рік.
За ці роки сторони змогли прийняти 12 підсумкових документів, включаючи два Плани дій (2006 та 2019 рр.) та дві дорожні карти – у галузі сільського господарства (2014 р.), а також транспорту та логістики (2017 р.). До речі, базовий План дій 2006 року не оновлювався з того часу і лише доповнювався новими ініціативами щодо раніше визначених напрямів (2014, 2017 та 2019 рр.). При цьому огляд Плану дій був здійснений країнами-учасницями Діалогу лише один раз.   
На початковому етапі, незважаючи на свій статус нейтралітету, Туркменістан все ж брав участь у роботі Діалогу, хоч і на менш помітному по відношенню з іншими країнами рівні. Лише у 2014 році, через десять років після першого СМЗС, міністри закордонних справ Центральної Азії та Японії змогли вперше зібратися у повному складі у м. Бішкек.
Примітно, що, за винятком однієї робочої зустрічі в 2004 році в Болгарії, «на полях» СМЗС ОБСЄ, всі зустрічі в рамках Діалогу традиційно відбуваються в Японії або країнах Центральної Азії, при цьому Токіо припадає на частку понад 60% усіх зустрічей. Наступна міністерська зустріч знову має відбутися в Японії, орієнтовно, у 2020 році.
Крім того, незважаючи на досягнуті домовленості, учасники Діалогу не активно запрошують на свої зустрічі треті країни чи міжнародні організації. Першою та єдиною зарубіжною країною, яка брала участь у Діалозі (2006 та 2019 рр.), є Афганістан. До цього часу саме у виступах Кавагуті, Таро Асо (Мініндел Японії в 2005-7 рр., на даний час обіймає посаду Заступника Прем'єр-Міністра – Міністра фінансів) і тепер уже нинішнього Мініндел Японії Таро Коно простежується бажання розширити географію Діалогу за рахунок Афганістану та інших країн Південної Азії. Також у документах форуму дуже рідко згадується про участь представників міжнародних фінансових структур, наприклад, Азійського банку розвитку чи Європейського банку реконструкції та розвитку.
Нещодавно в академічному середовищі також піднімалася ідея можливого підключення Туреччини до Діалогу. У цьому контексті слід зазначити кілька цікавих фактів.
У 2006 році в рамках Діалогу було озвучено ідею проведення першого Саміту країн Центральної Азії та Японії (аналогічний, але прихований за характером меседж можна знайти і в більш ранніх документах). Однак ця ініціатива, яка навряд чи сьогодні влаштувала б лідерів країн Центральної Азії, так і залишилася на папері.
Крім того, у рамках Діалогу неодноразово звучали пропозиції щодо створення єдиної структури для активізації ділових контактів. У результаті Діалог зміг лише зробити на світ дві менш значущі ініціативи – Економічний форум (нині функціонує у вигляді Бізнес діалогу) (2011 р.) та Робочу групу (2014 р.), чия робота, на жаль, не має чіткої та регулярної основи.
Очевидно, що ці факти можуть свідчити про бажання сторін, а саме країн Центральної Азії, обмежити кількість сторін, що беруть участь, і сфокусуватися на розвитку політичного діалогу та економічного партнерства з Японією. Однак, очевидно, не всі ініціативи, озвучені в рамках Діалогу, користуються повною підтримкою сторін.
Проте, незважаючи на складності багатостороннього підходу, сторони все ж таки змогли виробити певні норми та правила гри.
По-перше, Діалога має свою унікальну архітектуру – зустрічі міністрів закордонних справ, старших посадових осіб, а також ділових і наукових кіл («дипломатія другого треку»).
По-друге, країни розуміють, що діяльність Діалогу має мати практичний характер. До цього часу японська сторона змогла прийняти кілька важливих рішень: організація тренінгів для регіональних експертів (1000 осіб у 2004 р. та 2000 осіб у 2017 р.), фінансування програми Продовольчої та сільськогосподарської організації ООН з боротьби з сараною (2015 р.), пом'якшення японського візового режиму для громадян країн Центральної Азії (2017 р.) та ін.
Крім того, японськими організаціями було проведено кілька великих досліджень щодо нових перспективних напрямів співробітництва в галузі енергетики, сільського господарства, транспорту, логістики та надзвичайних ситуацій.
Однак очевидно, що кількість поточних проектів не відповідає багаторічній історії співпраці в рамках Діалогу. Більш того, аналіз проектів показує, що ця ініціатива багато в чому є зручною платформою для генерації найбільш прийнятних для японських організацій та компаній ініціатив/проектів, у тому числі по лінії міжнародних та регіональних організацій.
По-третє, сторони усвідомлюють, деякі проекти можуть мати обмежений характер, тобто. розраховані на дві-три країни. Крім того, японська сторона неодноразово говорила про те, що проекти повинні мати регіональний характер, користуватися підтримкою всіх учасників процесу та, по можливості, підходити під опис т.зв. "Японської специфіки", тобто. мають бути націлені на зміцнення співпраці з Японією та передбачати використання японських «ноу-хау».
За 15 років Японія також неодноразово намагалася позначити свою роль цьому процесі. Спочатку Японія позиціонувала себе як «натуральний партнер» країн Центральної Азії. Трохи згодом у японському дипломатичному лексиконі з'явився термін «каталізатор», який японські політики та дипломати продовжують використовувати й донині.
У той же час головною особливістю Діалогу стало те, що на початковому етапі Кавагуті відмовилася від використання в рамах ДЦЯ т.зв. дипломатії "чекової книжки". Тим не менш, у 2017 році за підсумками 6-го ЗМІД попередній глава японського МЗС Фуміо Кісіда заявив про намір Токіо профінансувати в регіоні транспортні та логістичні проекти на суму 24 млрд. єн. У 2014 році за підсумками 4-го ЗМІД Коїтіро Гемба, попередник Кісіда на посаді Мініндел, також заявив про готовність Токіо профінансувати на суму 700 млн. дол. США регіональні проекти, пов'язані з Цілями розвитку тисячоліття.
На цьому фоні за нарадою на рівні старших посадових осіб були закріплені функції з огляду та моніторингу за проектами, що розглядаються в рамках Діалогу.
Серед багатьох експертів також сильні уявлення про Діалог як продукт японських геополітичних амбіцій і бажання Токіо скласти конкуренцію Росії та Китаю. Тим не менш, у підсумкових документах наради, за винятком кількох випадків, відсутні прямі вказівки на інші країни, наприклад, США і ті самі Росію та Китай. Можна припустити, що між країнами існує певний консенсус щодо обговорення політики та двосторонньої співпраці з третіми країнами. Так, у 2012 році, на тлі чергового загострення дипломатичних відносин між Японією та Китаєм, МЗС Японії вперше та востаннє заявило, що «Діалог не спрямований проти якихось конкретних країн».
У 2019 році країни Центральної Азії домовилися в Самарканді, що відтепер узгоджуватимуть свої позиції в рамках багатосторонніх діалогових платформ, включаючи США, Республіку Корея, Європейський Союз і Японію.
Очевидно, що країни регіону мають намір змінити роботу даних форумів з урахуванням реалій, що змінюються сьогодні в регіоні.

## Див також
- Зовнішня політика Японії
- Центральноазійський Союз